# Вторичное квантование
Втори́чное квантова́ние (каноническое квантование) — метод описания многочастичных квантовомеханических систем. Наиболее часто этот метод применяется для задач квантовой теории поля и в многочастичных задачах физики конденсированных сред.

## Описание
Предположим, что существует классификация всех возможных состояний каждой частицы или квазичастицы в рассматриваемой системе. Обозначим состояния частицы как {\displaystyle 1,2,3,...}. Тогда любое возможное состояние системы описывается набором чисел частиц (чисел заполнения) в каждом из этих состояний {\displaystyle (N_{1},N_{2},N_{3},...)}. Суть метода вторичного квантования в том, что вместо волновых функций частиц в координатном или в импульсном представлении вводятся волновые функции в представлении чисел заполнения различных состояний одной частицы. Достоинство метода вторичного квантования в том, что он позволяет единообразно описывать системы с различным числом частиц, как с конечным фиксированным (в задачах физики конденсированных сред), так и с переменным, потенциально бесконечным (в задачах КТП). Переходы между различными состояниями (например, из состояния {\displaystyle k} в состояние {\displaystyle q}) одной частицы при этом описываются как уменьшение числа заполнения, соответствующего одной волновой функции на единицу {\displaystyle (N_{k}\Rightarrow N_{k}-1)}, и увеличение числа заполнения другого состояния на единицу {\displaystyle (N_{q}\Rightarrow N_{q}+1)}.  Вероятности этих процессов зависят не только от элементарной вероятности перехода, но и от чисел заполнения, участвующих в процессе состояний.

## Статистика Бозе — Эйнштейна
Для частиц, подчиняющихся статистике Бозе — Эйнштейна, вероятность перехода из состояния {\displaystyle k} в состояние {\displaystyle q} есть {\displaystyle W(k,q)=w(k,q)N_{k}(N_{q}+1)}, где {\displaystyle w(k,q)} — элементарная вероятность, рассчитываемая стандартными методами квантовой механики. 
Операторы, изменяющие числа заполнения состояний на единицу, работают так же как операторы рождения и уничтожения в задаче об одномерном гармоническом осцилляторе:
{\displaystyle [{\hat {a}}_{i},{\hat {a}}_{j}^{\dagger }]=\delta _{ij},\ [{\hat {a}}_{i},{\hat {a}}_{j}]=0,}
где квадратные скобки означают коммутатор, а {\displaystyle \delta _{ij}} — символ Кронекера.
Оператор рождения по определению представляет собой матрицу с единственным отличным от нуля элементом:
{\displaystyle \left\langle N_{i}|a_{i}^{\dagger }|N_{i}-1\right\rangle =\left\langle N_{i}-1|a_{i}|N_{i}\right\rangle ^{*}={\sqrt {N_{i}}}}.
Оператор рождения {\displaystyle {\hat {a}}_{i}^{\dagger }} так называется потому, что он увеличивает на 1 число частиц в i-м состоянии:
{\displaystyle {\hat {a}}_{i}^{\dagger }\Phi (N_{1},N_{2},...,N_{i},...)={\sqrt {N_{i}+1}}\Phi (N_{1},N_{2},...,N_{i}+1,...)}
Оператор уничтожения также является матрицей с единственным отличным от нуля элементом:
{\displaystyle \left\langle N_{i}-1|a_{i}|N_{i}\right\rangle ={\sqrt {N_{i}}}}.
Оператор уничтожения {\displaystyle {\hat {a}}_{i}} так называется потому, что он уменьшает на 1 число частиц в i-м состоянии:
{\displaystyle {\hat {a}}_{i}\Phi (N_{1},N_{2},...,N_{i},...)={\sqrt {N_{i}}}\Phi (N_{1},N_{2},...,N_{i}-1,...)}

## Статистика Ферми-Дирака
Для частиц, подчиняющихся статистике Ферми — Дирака, вероятность перехода из состояния {\displaystyle k} в состояние {\displaystyle q} есть {\displaystyle W(k,q)=w(k,q)N_{k}(1-N_{q})}, где {\displaystyle w(k,q)} — элементарная вероятность, рассчитываемая стандартными методами квантовой механики, а {\displaystyle N_{k},N_{q}} могут принимать значения только {\displaystyle 0,1}. 
Для фермионов используются другие операторы, которые удовлетворяют антикоммутационным соотношениям:
{\displaystyle \left\{{\hat {a}}_{i},{\hat {a}}_{j}^{\dagger }\right\}={\hat {a}}_{i}{\hat {a}}_{j}^{\dagger }+{\hat {a}}_{j}^{\dagger }{\hat {a}}_{i}=\delta _{ij},\ \left\{{\hat {a}}_{i},{\hat {a}}_{j}\right\}=0.}
Оператор рождения по определению представляет собой матрицу с единственным отличным от нуля элементом:
{\displaystyle \left\langle 1_{i}|a_{i}^{\dagger }|0_{i}\right\rangle =\left\langle 0_{i}|a_{i}|1_{i}\right\rangle ^{*}=(-1)^{\sum _{k=1}^{i-1}N_{k}}}.
Оператор рождения {\displaystyle {\hat {a}}_{i}^{\dagger }} так называется потому, что он увеличивает c 0 до 1 число частиц в i-м состоянии:
{\displaystyle {\hat {a}}_{i}^{\dagger }\Phi (N_{1},N_{2},...,0_{i},...)=\Phi (N_{1},N_{2},...,1_{i},...)}
Оператор уничтожения также является матрицей с единственным отличным от нуля элементом:
{\displaystyle \left\langle 0_{i}|a_{i}|1_{i}\right\rangle =(-1)^{\sum _{k=1}^{i-1}N_{k}}}.
Оператор уничтожения {\displaystyle {\hat {a}}_{i}} так называется потому, что он уменьшает на 1 число частиц в i-м состоянии:
{\displaystyle {\hat {a}}_{i}\Phi (N_{1},N_{2},...,1_{i},...)=\Phi (N_{1},N_{2},...,0_{i},...)}

## Применения
Задачи по переходам квантовых частиц с различных состояний, физика лазеров, теория комбинационного рассеяния света, физика твердого тела, теория турбулентности жидкости, газа, плазмы.